# Luscombe 8
La Luscombe 8 fue una serie de monoplanos de ala alta y asientos lado a lado con tren de aterrizaje convencional, diseñada en 1937 y construida por Luscombe Aircraft.

## Diseño y desarrollo
La Luscombe Aircraft Corporation fue refundada como una compañía de Nueva Jersey en 1937, y se comenzó un nuevo diseño. El Luscombe 50 (Model 8) iba a convertirse en el producto más famoso de la compañía. El Model 8 usaba los nuevos y pequeños motores opuestos horizontalmente (motor bóxer) que acababan de ser desarrollados por los fabricantes de motores. Por simplicidad, el avión fue diseñado con un cortafuegos redondo para minimizar el área frontal y simplificar la construcción. Aunque se afirmó que esto permitiría la instalación de un pequeño motor radial si el motor opuesto no funcionaba, ninguno de los ingenieros originales del diseño recuerda que esta fuera una consideración del diseño. 
El Model 8 seguía la tradición de Luscombe de no usar madera en la construcción, y tenía un fuselaje monocasco con alas metálicas recubiertas de tela. Para un avión ligero y barato, esta era una técnica de construcción revolucionaria. Sus competidores estaban fabricados de tubos de acero recubiertos de tela, con largueros y a veces costillas de madera en las alas recubiertas de tela. Las técnicas de construcción de Luscombe le permitían construir el avión rápidamente y de forma económica, sin sacrificar su fortaleza. Sus aviones también eran más eficientes que los competidores, viajando a una velocidad de crucero de entre 10 y 20 millas por hora más rápidos con la misma potencia.
El nuevo Luscombe se vendió bien, y pronto la factoría realizó cambios en el diseño. Continental había mejorado el motor A-50 al A-65 de 48 kW (65 hp). Luscombe rápidamente certificó este motor para el Model 8, y comenzó a producirlo como Model 8A. Sin embargo, en 1938 y 1939 surgieron conflictos personales en la compañía, y Don Luscombe fue expulsado de la misma en una lucha de poderes. También la abandonaron en esa época otros muchos empleados. 
Marzo de 1940 vio la introducción de otra versión del Model 8, el 8B. Este avión estaba propulsado por un motor Lycoming O-145-B3 de 48 kW (65 hp). Un mes más tarde, la compañía desarrolló el lujoso Model 8C, propulsado por un motor Continental C-75-8J. El interior se remató con tapicería de piel granate y cuero marrón, incluida una sección en el panel de instrumentos. El lujoso modelo fue bautizado Silvaire (mediante concurso), y fue vendido con anuncios a todo color.

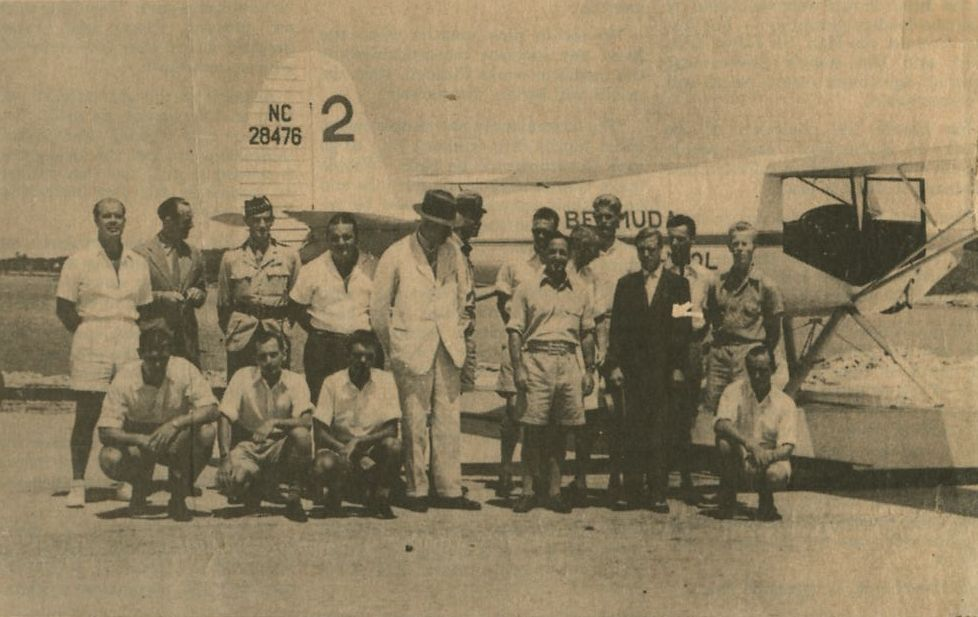
El Duque de Windsor visita la Bermuda Flying School en Darrell's Island, en 1940, parte del destacamento de la RAF en las Bermudas, equipada con aviones de flotadores Luscombe 8.

Con la guerra desencadenada en Europa, las reservas de aluminio comenzarán a ser racionadas. Ya que el Model 8 fue ampliamente usado en el Programa Civil de Entrenamiento de Pilotos (CPTP), Luscombe fue capaz de mantener la producción y conseguir una razonable asignación del ligero metal. Para asegurar futuras asignaciones e incrementar su cuota en el mercado de CPTP, Luscombe desarrolló el Model 8D. El panel de instrumentos fue cambiado para que pudiera ser equipado con los instrumentos necesarios para el vuelo instrumental y de entrenamiento, y además las radios podían ser instaladas fácilmente. El 8D usaba el mismo motor Continental de 56 kW (75 hp) que el 8C, pero el depósito de combustible de 53 litros del fuselaje fue reemplazado por dos depósitos alares de 44 litros (diseñados por Carl Frey) para aumentar el alcance.
El hombre que había forzado a salir de la compañía a Don Luscombe era un austríaco llamado Leopold Klotz. El gobierno le consideró un enemigo extranjero, lo que condujo a que la dirección de la compañía fuera asumida por el mismo durante la Segunda Guerra Mundial, donde sus fábricas produjeron subconjuntos de aviones militares. Luscombe Aircraft pasó los años de guerra realizado trabajos subcontratados para otros fabricantes. En 1944, el Comité de Reclamaciones resolvió que Klotz era un residente neutral en lugar de un enemigo extranjero, y sus participaciones en Luscombe le fueron devueltas.

### Dallas, Texas

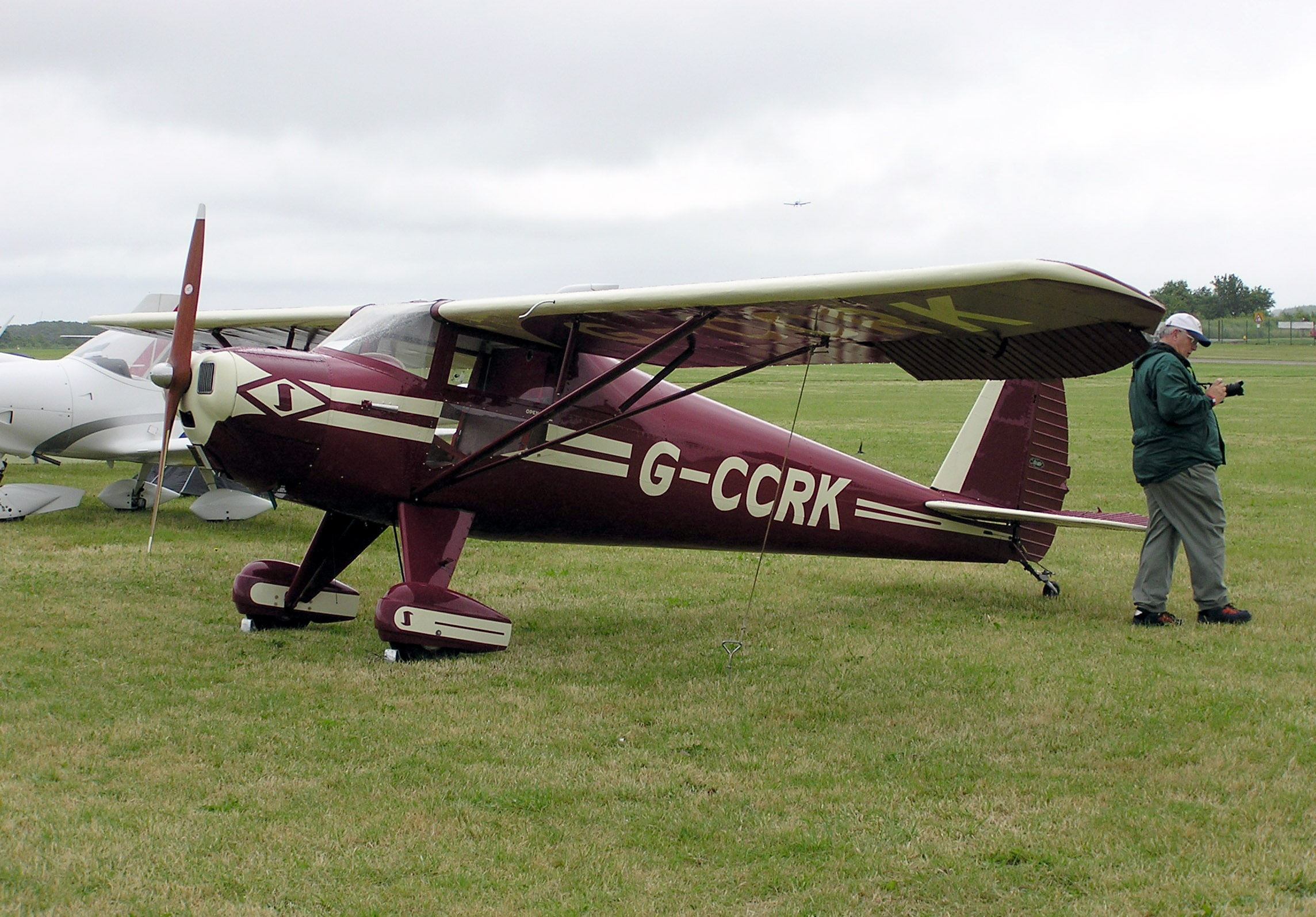
Luscombe Silvaire 8A de 1946.

Durante la Guerra, Luscombe Aircraft se trasladó de Trenton, Nueva Jersey, a Dallas, Texas. En anticipación al auge de la aviación en la posguerra, y para satisfacer los contratos militares de compra que tenía, Luscombe montó una gran fábrica y se reequipó con nuevas plantillas capaces de alcanzar un mayor volumen de producción que el de la fábrica de preguerra. Debido a varios factores, incluyendo un incendio en una planta que destruyó la mayoría de sus reservas de cojines y tapicería, la producción en la última parte de 1945 fue bastante limitada. El avión también fue rediseñado en esta época para simplificar la construcción del fuselaje a una manera modular. 
A principios de 1946, Luscombe decidió rediseñar el ala con un diseño monocasco totalmente metálico, eliminando el recubrimiento de tela y simplificando la construcción. La compañía también produjo un prototipo de un diseño monoplaza de ala baja llamado Model 10. Nunca fue puesto de producción, ya que el mercado para los aviones monoplazas fue considerado demasiado pequeño. 
El Model 8 fue modernizado de nuevo en junio, produciendo el 8E. Este avión tenía un motor de 63 kW (85 hp), y el depósito de combustible del fuselaje fue reemplazado por dos depósitos alares de 47 litros. Esto dejó espacio para instalar ventanas traseras y un “lanza sombreros” (estante) en el espacio anteriormente ocupado por el depósito de combustible. Durante un tiempo se produjeron ambos modelos de alas recubiertas de tela y totalmente metálicas, antes de que el ala recubierta de tela se fuera reduciendo (uso de material de almacén) en favor del diseño totalmente metálico.
Se realizaron más cambios de diseño en 1947 para simplificar la construcción de los estabilizadores vertical y horizontal del Model 8. Estos cambios ahorraban supuestamente varios cientos de horas-hombre en la construcción de los aviones.
Las Fuerzas Aéreas del Ejército emitieron en 1947 una especificación solicitando un avión de asientos en tándem de ala alta con motor de 63 kW (85 hp), para usarlo como avión de enlace de las fuerzas terrestres del Ejército. La propuesta requería un avión que estuviera en producción, así que Luscombe decidió convertir un Model 8E a una configuración en tándem. Este modelo pasó las pruebas militares, pero perdió contra el competidor de Aeronca, que cotizó un precio bajo de menos de 1700 dólares por avión. De cualquier manera, el Luscombe obtuvo un Certificado de Tipo para el T8F, en anticipación a futuras compras militares. Las posteriores especificaciones modificadas excluyeron a Luscombe con varios cambios en las compras, y en su lugar la Fuerza Aérea acabó comprando el Cessna L-19 Bird Dog.
La última simplificación realizada en el diseño del Luscombe 8 fue la introducción de 1948 de un tren de aterrizaje Silflex. Era un tren de acero tubular cantilever unido a una unidad  de resorte y aceite. Era 10,2 cm más ancho que el tren original arriostrado por cable, más simple de fabricar, y más fuerte respecto a las cargas laterales. También reducía la incidencia de capotajes en tierra, y era menos propenso a dañarse cuando sucedían dichos capotajes. Aunque normalmente el tren sobrevivía a incidentes en tierra, su dureza a menudo resultaba en serios daños al fuselaje en los puntos de unión, lo que era difícil de reparar sin plantillas.

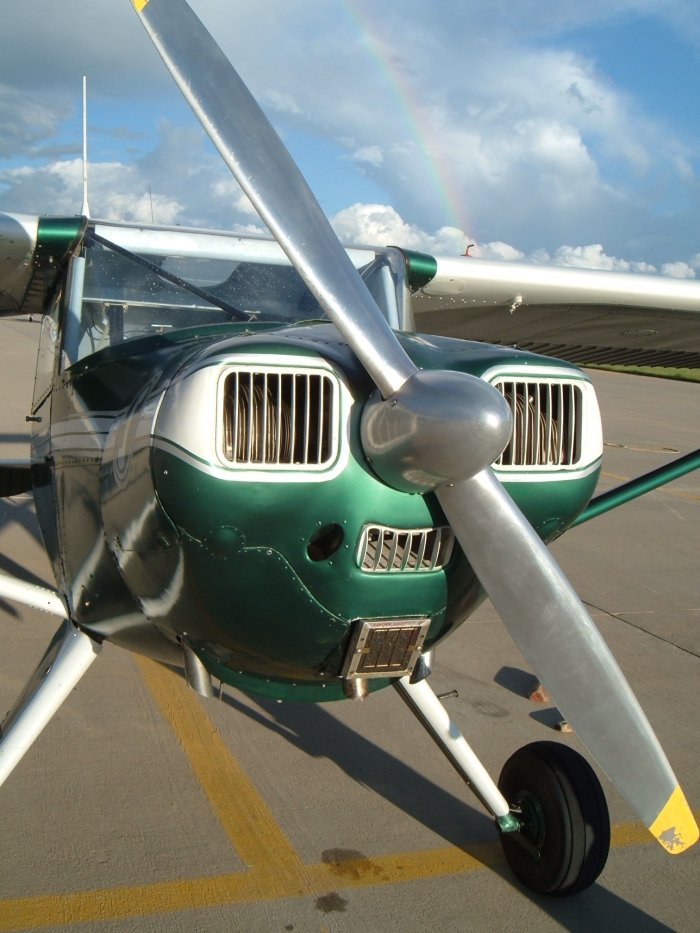
Luscombe 8F Silvaire de 1948.

La última modernización importante en el Silvaire llegó en 1948. El Model 8F fue  presentado en enero usando un motor Continental de 67 kW (90 hp). El avión en tándem fue modernizado simultáneamente para producir el Model T8F. Sin embargo, las ventas no fueron importantes, y la compañía empezó a decaer. En diciembre, sus principales suministradores pusieron a Luscombe en una base COD (Cash On Delivery, Pago a la Entrega). 
La compañía cerró sus puertas en 1949, siendo comprado sus activos por Temco Aircraft, también basada en Dallas. Temco construyó alrededor de 50 Silvaire antes de vender sus derechos a la Silvaire Aircraft Corporation en 1955. 
Después de la bancarrota, los activos fueron comprados por uno de los distribuidores principales de Luscombe y un nuevo negocio abrió en Fort Collins, Colorado, como “Silvaire Aircraft and Uranium Corp”. De 1958 a 1961, esta firma produjo unos 83 aviones bajo la marca "Silvaire". Muchos de estos aviones se construyeron a partir de piezas de repuesto o piezas MRB que eran útiles, pero que se dejaron de la producción anterior.
Una auditoría de certificación de la Administración Federal de Aviación resultó en la determinación de que una producción continua requería una revisión completa de los planos de ingeniería, especificaciones, y procesos que habían expirado, caducado, o sido reemplazados. Esto iba a ser un proceso integral y muy costoso, necesario para satisfacer a la FAA. La FAA requirió un nuevo equipo de gestión de producción de su elección para supervisar el proyecto.
Los gerentes principales revisaron las necesidades y costes anticipados para preparar una futura producción del avión en 1960. Determinaron que el limitado mercado y los cambios requeridos necesarios para la producción no serían económicamente asequibles, así que cerraron la compañía y entregaron los activos a un receptor que vendió los materiales de producción.
Varios intentos de revivir la producción han fracasado debido a los altos costes de ingeniería y producción necesarios, los largos plazos de entrega, planos desaparecidos, viejos procesos y herramientas, y un espacio de mercado limitado para un avión que, en general, no es capaz de acomodar a personas de tamaño medio (2006). Ninguno de los renacimientos de la producción ha tenido éxito. Aunque el avión tiene seguidores apasionados, es ecléctico, y actualmente existen muchas más opciones de productos comercializables y rentables, lo que hace improbable la reactivación exitosa de este antiguo diseño de 60 años de edad. 
En 1994, la Don Luscombe Aviation History Foundation (DLAHF) adquirió el Certificado de Tipo Aprobado (ATC 694) de los aviones Luscombe. A su vez, este fue transferido a la Luscombe Endowment en 1999-2001. 

### Chandler, Arizona

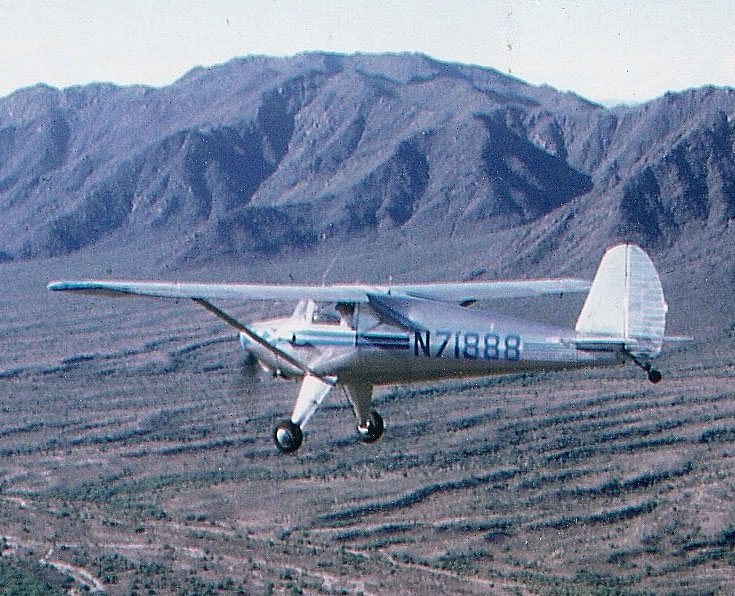
Luscombe 8A Silvaire de 1946 al suroeste de Phoenix, Arizona, sobre la Sierra Estrella y el río Gila.

Tras muchos años de estar fuera de producción, un grupo de entusiastas compró el certificado de tipo con la intención de producir piezas y proporcionar apoyo técnico a la flota existente. Esto condujo a la creación de la Don Luscombe Aviation History Foundation. A través de los años, esta fundación ofreció apoyo de piezas y capacidad de restauraciones  principales. Una propuesta fue comercializar el avión Luscombe como avión de construcción amateur. Las consultas a la FAA mostraron algunos problemas con esto que lo harían difícil, pero no insuperable. Después de que uno de los inversores se retirara del proyecto, este fue abandonado. Sin embargo, la Luscombe Foundation continuó fabricando y vendiendo piezas y dando servicio a los actuales propietarios de Luscombe para poder financiar la compra del certificado de tipo. 
No solo los propietarios de aviones Luscombe obtuvieron apoyo, sino que estudiantes de mecánica de aviación locales y otros interesados en aprender el arte de la fabricación de aviones y el mantenimiento fueron instruidos en las herramientas de un negocio moribundo. Muchos jóvenes pasaron por este programa de internados, progresando algunos a otros campos relacionados con la ingeniería aeroespacial. 
Estos servicios continuaron desde 1993 hasta 2004, revitalizados en 2005 por la Luscombe Endowment. 
Pero, como ya había sido el caso en muchas ocasiones con este histórico avión, de nuevo la ruina financiera les llegó a mucho de los involucrados. "Renaissance Aircraft & John Dearden" obtuvieron los derechos de producción del avión bajo un Acuerdo de licencia en 1996. Bajo este acuerdo, Renaissance iba a actualizar los defectos de ingeniería que provocaron la desaparición de la empresa en 1961, y para obtener un certificado de producción de la FAA. Tampoco lo hicieron, resultando en un acuerdo disputado sobre los derechos de producción del avión. La disputa continúa, estando pendiente el caso en Georgia, Misuri, Arizona y California. 
El certificado de tipo del avión ha cambiado de manos, aunque todavía hay litigios abriéndose camino a través del sistema. El actual poseedor parece ser "Team Luscombe", aunque en las órdenes estatales aparece “Renaissance Aircraft”, y la producción real y comercialización son realizadas por una tercera compañía, "Luscombe Silvaire". Este es el segundo o tercer intento de comercializar el avión por Dearden. El primer intento no produjo ninguna entrega, mientras que el segundo solo produjo una entrega a un asociado cercano. 

### Gilbert, Arizona
En 2005, el existente servicio a la flota y funciones de apoyo fueron restituidas y expandidas por la Luscombe Endowment, Inc, como una organización IRS 501 (C)3 liderada por Doug Combs, que originalmente había fundado la Luscombe Foundation. Combs y su personal de afiliados proporcionan ayuda técnica y NOS, PMA de la FAA, y piezas usadas a propietarios de aviones Luscombe. 

### Propietarios famosos
James May del programa Top Gear de la BBC escribió en la Top Gear Magazine en 2007 acerca de su experiencia como propietario de un modelo Luscombe 8A de 1946. Después de una  pérdida de potencia temporal en vuelo del meticulosamente mantenido avión, concluyó de manera irónica: “Esta cosa vieja es una basura. Nada funciona bien. Después de casi un día entero dando vueltas con la maquinaria, me veo forzado a concluir que las únicas cosas dignas de confianza en mi vida son un coche italiano y una moto británica”.

## Variantes

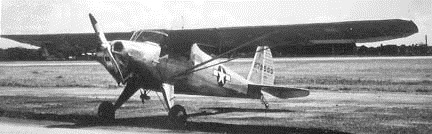
El UC-90 de las USAAF.

Model 8
 Variante inicial con motor Continental A-50 de 37 kW (50 hp).
Model 8A Luscombe Master
 Model 8 con motor de mayor potencia Continental A-65 de 48 kW (65 hp).
UC-90A
 Un Model 8A adoptado por las Fuerzas Aéreas del Ejército de los Estados Unidos durante la Segunda Guerra Mundial (s/n 42-79549).
Model 8B Luscombe Trainer
 Como el Model 8A, pero propulsado por un motor Lycoming O-145 de 48 kW (65 hp). Uno requisado por las Fuerzas Aéreas del Ejército de los Estados Unidos durante la Segunda Guerra Mundial como UC-90 (s/n 42-79550).
Model 8C Silvaire Deluxe
 Como el Model 8A, pero propulsado por un motor Continental A-75 de 56 kW (75 hp).
Model 8D Silvaire Deluxe Trainer
 Como el Model 8A con rueda de cola orientable y otros cambios menores.
Model 8E Silvaire Deluxe
 Un mejorado Model 8C con peso cargado incrementado y propulsado por un motor Continental A-85 de 63 kW (85 hp).
Model 8F
 Variante de altas prestaciones con un motor Continental C-90 de 67 kW (90 hp).
Model T8F Luscombe Observer
 Una variante de dos asientos en tándem del 8F para tareas de observación.
Model 8G
Variante propuesta del 8F con tren de aterrizaje triciclo, no construida.
Luscombe LSA-8
Modelo de la categoría estadounidense de aviones ligeros deportivos, producido por la Luscombe Silvaire Company de Riverside, California, y presentado en el Sun 'n Fun de 2007. El LSA-8 está propulsado por un motor Continental O-200 de 75 kW (100 hp). El diseño es un avión ligero deportivo especial aceptado por la Administración Federal de Aviación.
Bancada Dair 100
 Un Luscombe 8A fue equipado con un motor diésel de dos tiempos Dair 100 como avión bancada.

## Operadores
Estados Unidos
- Fuerzas Aéreas del Ejército de los Estados Unidos

## Especificaciones (Silvaire 8F)

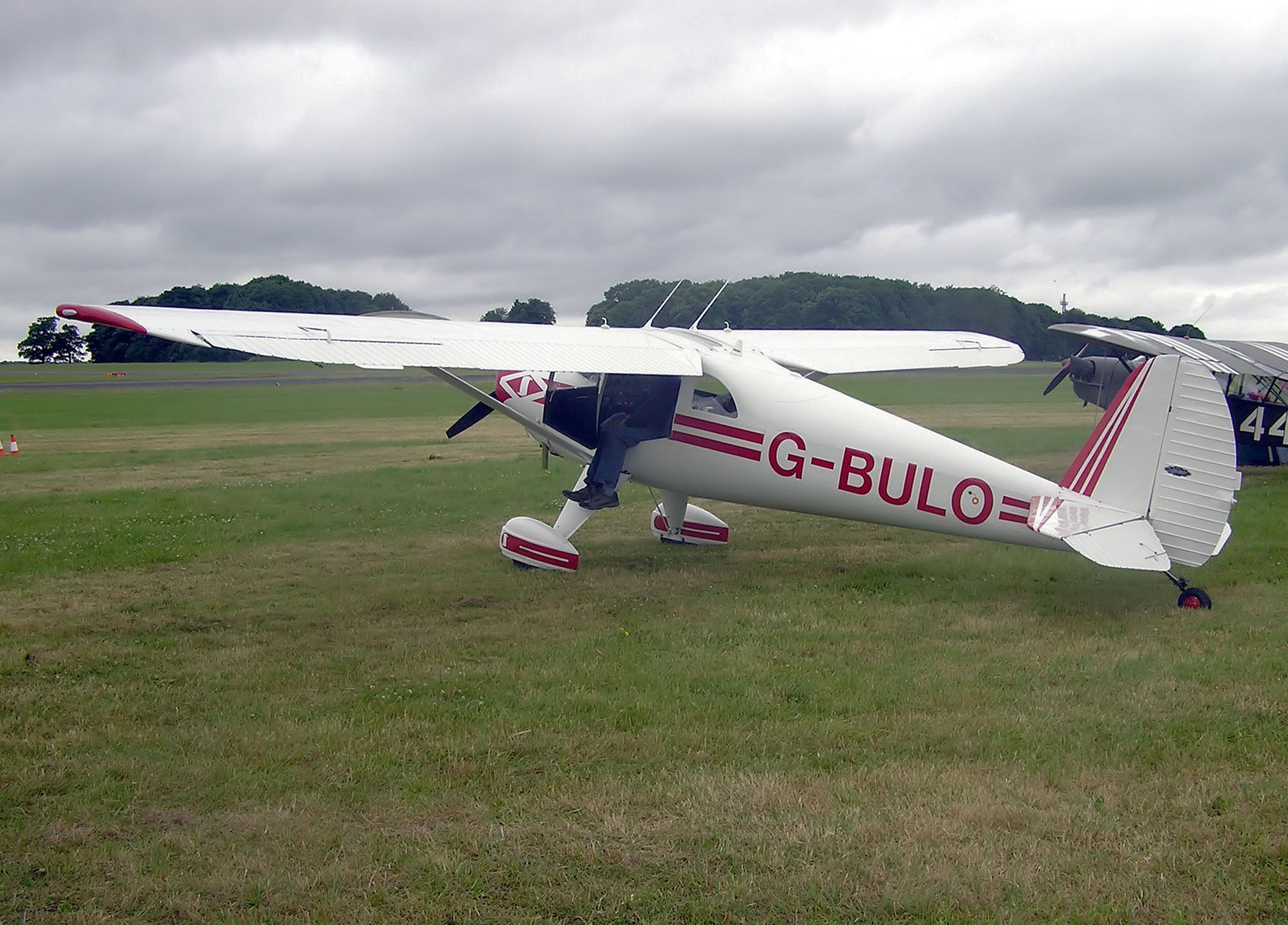
Luscombe Silvaire 8F de 1946.

Referencia datos: Jane's All The World's Aircraft 1961–62

### Características generales
- Tripulación: Uno (piloto)
- Capacidad: Un pasajero
- Longitud: 6,1 m (20 ft)
- Envergadura: 10,7 m (35 ft)
- Altura: 1,9 m (6,3 ft)
- Superficie alar: 13 m² (139,9 ft²)
- Peso vacío: 395 kg (870,6 lb)
- Peso cargado: 635 kg (1399,5 lb)
- Planta motriz: 1× motor bóxer de cuatro cilindros refrigerado por aire Continental C90.
  - Potencia: 67 kW (92 HP; 91 CV)

### Rendimiento
- Velocidad máxima operativa (Vno): 206 km/h (128 MPH; 111 kt)
- Velocidad crucero (Vc): 193 km/h (120 MPH; 104 kt)
- Velocidad de entrada en pérdida (Vs): 64 km/h (40 MPH; 35 kt)
- Alcance: 805 km (435 nmi; 500 mi)
- Techo de vuelo: 5200 m (17 060 ft)
- Régimen de ascenso: 4,6 m/s (906 ft/min)

## Aeronaves relacionadas

### Aeronaves similares
- Aeronca Champ
- ERCO Ercoupe
- Piper Cub
- Taylorcraft B

### Secuencias de designación
- Secuencia Numérica (interna de Luscombe): 1 - 4 - 8 - 9 - 10 - 11
- Secuencia C-_ (Aviones de Carga del USAAC/USAAF/USAF, 1924-1962): ← C-87 - C-88 - C-89 - C-90 - C-91 - C-92 - C-93 →